# Członkowie Konferencji Episkopatu Polski
Członkowie Konferencji Episkopatu Polski – biskupi katoliccy, kanonicznie związani z terytorium Rzeczypospolitej Polskiej, którzy zbierają się na czasowych sesjach plenarnych.
Pierwsza sesja plenarna Konferencji Episkopatu Polski odbyła się w 1918 roku. Do czerwca 2024 roku odbyło się już 398 sesji plenarnych.

## Arcybiskupi rządcy archidiecezji
| Arcybiskup         | Archidiecezja                                | Rok urodzenia | Rok prezbiteratu | Rok sakry biskupiej | Rok objęcia obecnej archidiecezji | Uwagi                          |
| ------------------ | -------------------------------------------- | ------------- | ---------------- | ------------------- | --------------------------------- | ------------------------------ |
| Stanisław Budzik   | arcybiskup metropolita lubelski              | 1952          | 1977             | 2004                | 2011                              |                                |
| Wacław Depo        | arcybiskup metropolita częstochowski         | 1953          | 1978             | 2006                | 2012                              |                                |
| Adrian Galbas      | arcybiskup metropolita warszawski            | 1968          | 1994             | 2020                | 2024                              | Pallotyn                       |
| Józef Górzyński    | arcybiskup metropolita warmiński             | 1959          | 1985             | 2013                | 2016                              |                                |
| Józef Guzdek       | arcybiskup metropolita białostocki           | 1956          | 1981             | 2004                | 2021                              | Gen. Bryg. WP                  |
| Marek Jędraszewski | arcybiskup metropolita krakowski             | 1949          | 1973             | 1997                | 2017                              |                                |
| Józef Kupny        | arcybiskup metropolita wrocławski            | 1956          | 1983             | 2006                | 2013                              | wiceprzewodniczący KEP         |
| Wojciech Polak     | arcybiskup metropolita gnieźnieński          | 1964          | 1989             | 2003                | 2014                              | prymas Polski                  |
| Eugeniusz Popowicz | arcybiskup metropolita przemysko-warszawski  | 1961          | 1986             | 2013                | 2015                              | obrządek bizantyjsko-ukraiński |
| Grzegorz Ryś       | arcybiskup metropolita łódzki                | 1964          | 1988             | 2011                | 2017                              | kardynał                       |
| Adam Szal          | arcybiskup metropolita przemyski             | 1953          | 1979             | 2000                | 2016                              |                                |
| Wiesław Śmigiel    | arcybiskup metropolita szczecińsko-kamieński | 1969          | 1994             | 2012                | 2024                              |                                |
| Tadeusz Wojda      | arcybiskup metropolita gdański               | 1957          | 1983             | 2017                | 2021                              | przewodniczący KEP Pallotyn    |
| Zbigniew Zieliński | arcybiskup metropolita poznański             | 1965          | 1991             | 2015                | 2025                              |                                |

## Biskupi rządcy diecezji
| Biskup                 | Diecezja                       | Rok urodzenia | Rok prezbiteratu | Rok sakry biskupiej | Rok objęcia obecnej diecezji | Uwagi                                      |
| ---------------------- | ------------------------------ | ------------- | ---------------- | ------------------- | ---------------------------- | ------------------------------------------ |
| Damian Bryl            | biskup kaliski                 | 1969          | 1994             | 2013                | 2021                         |                                            |
| Andrzej Czaja          | biskup opolski                 | 1963          | 1988             | 2009                | 2009                         |                                            |
| Kazimierz Gurda        | biskup siedlecki               | 1953          | 1978             | 2005                | 2014                         |                                            |
| Jacek Jezierski        | biskup elbląski                | 1949          | 1974             | 1994                | 2014                         |                                            |
| Andrzej Jeż            | biskup tarnowski               | 1963          | 1988             | 2009                | 2012                         |                                            |
| Włodzimierz Juszczak   | biskup wrocławsko-koszaliński  | 1957          | 1983             | 1999                | 1999                         | Bazylianin, obrządek bizantyjsko-ukraiński |
| Romuald Kamiński       | biskup warszawsko-praski       | 1955          | 1981             | 2005                | 2017                         |                                            |
| Ryszard Kasyna         | biskup pelpliński              | 1957          | 1982             | 2005                | 2012                         |                                            |
| Wiesław Lechowicz      | biskup polowy Wojska Polskiego | 1962          | 1987             | 2008                | 2022                         |                                            |
| Tadeusz Lityński       | biskup zielonogórsko-gorzowski | 1962          | 1988             | 2012                | 2016                         |                                            |
| Jerzy Mazur            | biskup ełcki                   | 1953          | 1979             | 1998                | 2003                         | Werbista                                   |
| Marek Mendyk           | biskup świdnicki               | 1961          | 1987             | 2009                | 2020                         |                                            |
| Krzysztof Nitkiewicz   | biskup sandomierski            | 1960          | 1985             | 2009                | 2009                         |                                            |
| Sławomir Oder          | biskup gliwicki                | 1960          | 1989             | 2023                | 2023                         |                                            |
| Arkadiusz Okroj        | biskup toruński                | 1967          | 1992             | 2019                | 2025                         |                                            |
| Wojciech Osial         | biskup łowicki                 | 1970          | 1995             | 2016                | 2024                         |                                            |
| Roman Pindel           | biskup bielsko-żywiecki        | 1958          | 1983             | 2014                | 2014                         |                                            |
| Jan Piotrowski         | biskup kielecki                | 1953          | 1980             | 2014                | 2014                         |                                            |
| Marian Rojek           | biskup zamojsko-lubaczowski    | 1955          | 1981             | 2006                | 2012                         |                                            |
| Piotr Sawczuk          | biskup drohiczyński            | 1962          | 1987             | 2013                | 2019                         |                                            |
| Andrzej Siemieniewski  | biskup legnicki                | 1957          | 1985             | 2006                | 2021                         |                                            |
| Marek Solarczyk        | biskup radomski                | 1967          | 1992             | 2011                | 2021                         |                                            |
| Janusz Stepnowski      | biskup łomżyński               | 1958          | 1985             | 2011                | 2011                         |                                            |
| Szymon Stułkowski      | biskup płocki                  | 1961          | 1986             | 2019                | 2022                         |                                            |
| Arkadiusz Trochanowski | biskup olsztyńsko-gdański      | 1973          | 2000             | 2021                | 2021                         | obrządek bizantyjsko-ukraiński             |
| Artur Ważny            | biskup sosnowiecki             | 1966          | 1991             | 2021                | 2024                         |                                            |
| Jan Wątroba            | biskup rzeszowski              | 1953          | 1979             | 2000                | 2013                         |                                            |
| Krzysztof Wętkowski    | biskup włocławski              | 1963          | 1988             | 2012                | 2021                         |                                            |
| Krzysztof Włodarczyk   | biskup bydgoski                | 1961          | 1987             | 2016                | 2021                         |                                            |

## Biskupi pomocniczy

### Biskupi pomocniczy archidiecezji
| Biskup             | Archidiecezja                           | Rok urodzenia | Rok prezbiteratu | Rok sakry biskupiej | Uwagi                                           |
| ------------------ | --------------------------------------- | ------------- | ---------------- | ------------------- | ----------------------------------------------- |
| Adam Bab           | biskup pomocniczy lubelski              | 1974          | 1999             | 2020                |                                                 |
| Grzegorz Balcerek  | biskup pomocniczy poznański             | 1954          | 1979             | 1999                |                                                 |
| Robert Chrząszcz   | biskup pomocniczy krakowski             | 1969          | 1994             | 2021                |                                                 |
| Krzysztof Chudzio  | biskup pomocniczy przemyski             | 1963          | 1988             | 2020                |                                                 |
| Henryk Ciereszko   | biskup pomocniczy białostocki           | 1955          | 1981             | 2012                |                                                 |
| Jan Glapiak        | biskup pomocniczy poznański             | 1959          | 1984             | 2021                |                                                 |
| Stanisław Jamrozek | biskup pomocniczy przemyski             | 1960          | 1989             | 2013                |                                                 |
| Michał Janocha     | biskup pomocniczy warszawski            | 1959          | 1987             | 2015                |                                                 |
| Piotr Jarecki      | biskup pomocniczy warszawski            | 1955          | 1980             | 1994                |                                                 |
| Jacek Kiciński     | biskup pomocniczy wrocławski            | 1968          | 1995             | 2016                | Klaretyn                                        |
| Piotr Kleszcz      | biskup pomocniczy łódzki                | 1967          | 1993             | 2024                | Franciszkanin                                   |
| Maciej Małyga      | biskup pomocniczy wrocławski            | 1979          | 2004             | 2022                |                                                 |
| Rafał Markowski    | biskup pomocniczy warszawski            | 1958          | 1982             | 2013                |                                                 |
| Marek Marczak      | biskup pomocniczy łódzki                | 1969          | 1994             | 2015                | Sekretarz generalny KEP                         |
| Janusz Mastalski   | biskup pomocniczy krakowski             | 1964          | 1989             | 2019                |                                                 |
| Artur Miziński     | biskup pomocniczy lubelski              | 1965          | 1989             | 2004                |                                                 |
| Damian Muskus      | biskup pomocniczy krakowski             | 1967          | 1993             | 2011                | Franciszkanin                                   |
| Grzegorz Olszowski | biskup pomocniczy katowicki             | 1967          | 1995             | 2018                |                                                 |
| Radosław Orchowicz | biskup pomocniczy gnieźnieński          | 1970          | 1994             | 2022                |                                                 |
| Janusz Ostrowski   | biskup pomocniczy warmiński             | 1964          | 1991             | 2018                |                                                 |
| Piotr Przyborek    | biskup pomocniczy gdański               | 1976          | 2001             | 2022                |                                                 |
| Andrzej Przybylski | biskup pomocniczy częstochowski         | 1964          | 1993             | 2017                |                                                 |
| Marek Szkudło      | biskup pomocniczy katowicki             | 1952          | 1978             | 2015                | administrator archidiecezji katowickiej od 2024 |
| Wiesław Szlachetka | biskup pomocniczy gdański               | 1959          | 1986             | 2014                |                                                 |
| Henryk Wejman      | biskup pomocniczy szczecińsko-kamieński | 1959          | 1984             | 2014                |                                                 |
| Adam Wodarczyk     | biskup pomocniczy katowicki             | 1968          | 1994             | 2015                |                                                 |
| Zbigniew Wołkowicz | biskup pomocniczy łódzki                | 1970          | 1996             | 2024                |                                                 |
| Józef Wróbel       | biskup pomocniczy lubelski              | 1952          | 1980             | 2001                | Sercanin                                        |

### Biskupi pomocniczy diecezji
| Biskup               | Diecezja                                  | Rok urodzenia | Rok prezbiteratu | Rok sakry biskupiej | Uwagi                                                    |
| -------------------- | ----------------------------------------- | ------------- | ---------------- | ------------------- | -------------------------------------------------------- |
| Adam Bałabuch        | biskup pomocniczy świdnicki               | 1961          | 1986             | 2008                |                                                          |
| Tadeusz Bronakowski  | biskup pomocniczy łomżyński               | 1959          | 1984             | 2006                |                                                          |
| Łukasz Buzun         | biskup pomocniczy kaliski                 | 1968          | 1996             | 2014                | paulin                                                   |
| Mariusz Dmyterko     | biskup pomocniczy wrocławsko-koszaliński  | 1979          | 2005             | nominat             | obrządek bizantyjsko-ukraiński                           |
| Marian Florczyk      | biskup pomocniczy kielecki                | 1954          | 1981             | 1998                |                                                          |
| Piotr Greger         | biskup pomocniczy bielsko-żywiecki        | 1964          | 1989             | 2011                |                                                          |
| Jacek Grzybowski     | biskup pomocniczy warszawsko-praski       | 1973          | 1998             | 2020                |                                                          |
| Andrzej Iwanecki     | biskup pomocniczy gliwicki                | 1960          | 1986             | 2018                |                                                          |
| Andrzej Kaleta       | biskup pomocniczy kielecki                | 1957          | 1985             | 2017                |                                                          |
| Mariusz Leszczyński  | biskup pomocniczy zamojsko-lubaczowski    | 1957          | 1983             | 1998                |                                                          |
| Leszek Leszkiewicz   | biskup pomocniczy tarnowski               | 1970          | 1996             | 2016                |                                                          |
| Mirosław Milewski    | biskup pomocniczy płocki                  | 1971          | 1997             | 2016                |                                                          |
| Waldemar Musioł      | biskup pomocniczy opolski                 | 1976          | 2001             | 2022                |                                                          |
| Rudolf Pierskała     | biskup pomocniczy opolski                 | 1959          | 1985             | 2014                |                                                          |
| Adrian Put           | biskup pomocniczy zielonogórsko-gorzowski | 1978          | 2004             | 2022                |                                                          |
| Stanisław Salaterski | biskup pomocniczy tarnowski               | 1954          | 1981             | 2014                |                                                          |
| Wojciech Skibicki    | biskup pomocniczy elbląski                | 1970          | 1995             | 2019                |                                                          |
| Grzegorz Suchodolski | biskup pomocniczy siedlecki               | 1963          | 1988             | 2020                |                                                          |
| Józef Szamocki       | biskup pomocniczy toruński                | 1954          | 1979             | 2000                |                                                          |
| Tomasz Sztajerwald   | biskup pomocniczy warszawsko-praski       | 1977          | 2004             | 2024                |                                                          |
| Piotr Wawrzynek      | biskup pomocniczy legnicki                | 1970          | 1995             | 2023                |                                                          |
| Krzysztof Zadarko    | biskup pomocniczy koszalińsko-kołobrzeski | 1960          | 1986             | 2009                | administrator diecezji koszalińsko-kołobrzeskiej od 2025 |
| Dariusz Zalewski     | biskup pomocniczy ełcki                   | 1974          | 2000             | 2022                |                                                          |

## Biskupi seniorzy
| Biskup                     | Diecezja                                         | Rok urodzenia | Rok prezbiteratu | Rok sakry biskupiej | Rok przejścia na emeryturę | Uwagi                                           |
| -------------------------- | ------------------------------------------------ | ------------- | ---------------- | ------------------- | -------------------------- | ----------------------------------------------- |
| Julian Wojtkowski          | biskup pomocniczy senior warmiński               | 1927          | 1950             | 1969                | 2004                       |                                                 |
| Jan Śrutwa                 | biskup senior zamojsko-lubaczowski               | 1940          | 1964             | 1984                | 2006                       |                                                 |
| Alfons Nossol              | biskup senior opolski                            | 1932          | 1957             | 1977                | 2009                       | Arcybiskup ad personam                          |
| Henryk Muszyński           | arcybiskup senior gnieźnieński                   | 1933          | 1957             | 1985                | 2010                       | Prymas Polski senior                            |
| Damian Zimoń               | arcybiskup senior katowicki                      | 1934          | 1957             | 1985                | 2011                       |                                                 |
| Paweł Socha                | biskup pomocniczy senior zielonogórsko-gorzowski | 1935          | 1958             | 1973                | 2012                       | misjonarz                                       |
| Władysław Ziółek           | arcybiskup senior łódzki                         | 1935          | 1958             | 1980                | 2012                       |                                                 |
| Stanisław Napierała        | biskup senior kaliski                            | 1936          | 1961             | 1980                | 2012                       | zakaz uczestnictwa w celebracjach liturgicznych |
| Edward Frankowski          | biskup pomocniczy senior sandomierski            | 1937          | 1961             | 1989                | 2012                       |                                                 |
| Kazimierz Górny            | biskup senior rzeszowski                         | 1937          | 1960             | 1985                | 2013                       |                                                 |
| Tadeusz Rakoczy            | biskup senior bielsko-żywiecki                   | 1938          | 1963             | 1992                | 2013                       | od 2021 ma zakaz udziału w zebraniach KEP       |
| Marian Błażej Kruszyłowicz | biskup pomocniczy senior szczecińsko-kamieński   | 1936          | 1960             | 1989                | 2013                       | franciszkanin                                   |
| Antoni Pacyfik Dydycz      | biskup senior drohiczyński                       | 1938          | 1963             | 1994                | 2014                       | kapucyn                                         |
| Józef Kowalczyk            | arcybiskup senior gnieźnieński                   | 1938          | 1962             | 1989                | 2014                       | Prymas Polski senior                            |
| Zdzisław Fortuniak         | biskup pomocniczy senior poznański               | 1939          | 1963             | 1982                | 2014                       |                                                 |
| Stefan Cichy               | biskup senior legnicki                           | 1939          | 1963             | 1998                | 2014                       |                                                 |
| Jan Zając                  | biskup pomocniczy senior krakowski               | 1939          | 1963             | 2004                | 2014                       |                                                 |
| Jan Martyniak              | arcybiskup senior przemysko-warszawski           | 1939          | 1964             | 1989                | 2015                       | obrządek bizantyjsko-ukraiński                  |
| Paweł Cieślik              | biskup pomocniczy senior koszalińsko-kołobrzeski | 1940          | 1964             | 1994                | 2015                       |                                                 |
| Józef Wysocki              | biskup pomocniczy senior elbląski                | 1940          | 1965             | 1989                | 2015                       |                                                 |
| Stefan Regmunt             | biskup senior zielonogórsko-gorzowski            | 1951          | 1976             | 1994                | 2015                       | od 2021 zakaz udziału w gremiach KEP            |
| Stanisław Dziwisz          | arcybiskup senior krakowski                      | 1939          | 1963             | 1998                | 2016                       | Kardynał                                        |
| Antoni Długosz             | biskup pomocniczy senior częstochowski           | 1941          | 1965             | 1993                | 2016                       |                                                 |
| Józef Michalik             | arcybiskup senior przemyski                      | 1941          | 1964             | 1986                | 2016                       |                                                 |
| Andrzej Suski              | biskup senior toruński                           | 1941          | 1965             | 1986                | 2017                       |                                                 |
| Roman Marcinkowski         | biskup pomocniczy senior płocki                  | 1942          | 1965             | 1985                | 2017                       |                                                 |
| Tadeusz Pikus              | biskup senior drohiczyński                       | 1949          | 1981             | 1999                | 2019                       |                                                 |
| Ignacy Dec                 | biskup senior świdnicki                          | 1944          | 1969             | 2004                | 2020                       |                                                 |
| Stanisław Gębicki          | biskup pomocniczy senior włocławski              | 1945          | 1969             | 2000                | 2020                       |                                                 |
| Sławoj Leszek Głódź        | arcybiskup senior gdański                        | 1945          | 1970             | 1991                | 2020                       | Gen. Dyw. WP                                    |
| Mieczysław Cisło           | biskup pomocniczy senior lubelski                | 1945          | 1970             | 1998                | 2020                       |                                                 |
| Wiesław Mering             | biskup senior włocławski                         | 1945          | 1972             | 2003                | 2021                       |                                                 |
| Henryk Tomasik             | biskup senior radomski                           | 1946          | 1969             | 1993                | 2021                       |                                                 |
| Piotr Skucha               | biskup pomocniczy senior sosnowiecki             | 1946          | 1970             | 1987                | 2021                       |                                                 |
| Zbigniew Kiernikowski      | biskup senior legnicki                           | 1946          | 1971             | 2002                | 2021                       |                                                 |
| Jan Tyrawa                 | biskup senior bydgoski                           | 1948          | 1973             | 1988                | 2021                       |                                                 |
| Jan Szkodoń                | biskup pomocniczy senior krakowski               | 1946          | 1970             | 1988                | 2022                       |                                                 |
| Edward Białogłowski        | biskup pomocniczy senior rzeszowski              | 1947          | 1972             | 1988                | 2022                       |                                                 |
| Paweł Stobrawa             | biskup pomocniczy senior opolski                 | 1947          | 1973             | 2003                | 2022                       |                                                 |
| Piotr Libera               | biskup senior płocki                             | 1951          | 1976             | 1997                | 2022                       |                                                 |
| Jan Kopiec                 | biskup senior gliwicki                           | 1947          | 1972             | 1993                | 2023                       |                                                 |
| Wiktor Skworc              | arcybiskup senior katowicki                      | 1948          | 1973             | 1998                | 2023                       |                                                 |
| Edward Dajczak             | biskup senior koszalińsko-kołobrzeski            | 1949          | 1975             | 1990                | 2023                       |                                                 |
| Grzegorz Kaszak            | biskup senior sosnowiecki                        | 1964          | 1989             | 2009                | 2023                       |                                                 |
| Kazimierz Nycz             | arcybiskup senior warszawski                     | 1950          | 1973             | 1988                | 2024                       | Kardynał                                        |
| Andrzej Dziuba             | biskup senior łowicki                            | 1950          | 1975             | 2004                | 2024                       |                                                 |
| Andrzej Dzięga             | arcybiskup senior szczecińsko-kamieński          | 1952          | 1977             | 2002                | 2024                       |                                                 |
| Stanisław Gądecki          | arcybiskup senior poznański                      | 1949          | 1973             | 1992                | 2025                       |                                                 |
| Ireneusz Pękalski          | biskup pomocniczy senior łódzki                  | 1950          | 1974             | 2000                | 2025                       |                                                 |

## Biskupi seniorzy – członkowie komisji

Podział administracyjny kościoła katolickiego w Polsce (2004)

1. Stefan Cichy – biskup senior, członek komisji ds. Kultu Bożego i Dyscypliny Sakramentów[1]
2. Antoni Długosz – biskup senior, delegat KEP ds. Młodzieży Nieprzystosowanej Społecznie[2]
3. Antoni Dydycz – biskup senior, członek komisji ds. Instytutów Życia Konsekrowanego i Stowarzyszeń Życia Apostolskiego[3]
4. Roman Marcinkowski - biskup senior, Opiekun Legionu Maryi w Polsce[4]
5. Wiesław Mering - biskup senior, członek rady ds. Dialogu Religijnego[5]
6. Stanisław Gądecki – arcybiskup senior, referent ds. Biskupów emerytów
7. Tadeusz Pikus – biskup senior, asystent Kościelny krajowej rady katolików i świeckich[6]
8. Jan Kopiec- biskup senior, przewodniczący Zespołu Ekspertów ds. Historycznych przy Kościelnej Komisji Konkordatowej[7]
9. Piotr Libera- biskup senior, członek Zespołu ds. Stypendiów Naukowych i Językowych[8]
10. Wiktor Skworc- arcybiskup senior, członek Komisji Duszpasterstwa[9]